# Fígols i Alinyà
Fígols i Alinyà är en kommun i Spanien.   Den ligger i provinsen Província de Lleida och regionen Katalonien, i den nordöstra delen av landet, 500 km öster om huvudstaden Madrid. Antalet invånare är 278. Arean är 102 kvadratkilometer. Fígols i Alinyà gränsar till Cabó, Ribera d'Urgellet, Les Valls d'Aguilar, La Vansa i Fórnols, Odèn, Oliana, Coll de Nargó och Organyà. 
Terrängen i Fígols i Alinyà är kuperad västerut, men österut är den bergig.